# Anax bangweuluensis
Anax bangweuluensis é uma espécie de libelinha da família Aeshnidae.
Pode ser encontrada nos seguintes países: Botswana e Zâmbia.
Os seus habitats naturais são: rios e pântanos.